# 54 Cancri
54 Cancri, som är stjärnans Flamsteed-beteckning, är en ensam stjärna, belägen i den mellersta delen av stjärnbilden Kräftan. Den har en skenbar magnitud av ca 6,38 och kräver åtminstone en handkikare för att kunna observeras. Baserat på parallax enligt Gaia Data Release 2 på ca 24,8 mas, beräknas den befinna sig på ett avstånd på ca 132 ljusår (ca 40 parsek) från solen. Den rör sig bort från solen med en heliocentrisk radialhastighet på ca 45 km/s.

## Egenskaper
54 Cancri är en gul till vit stjärna i huvudserien av spektralklass G5 V. Den har en massa som är ca 1,2 solmassor, en radie som är ca 1,8 solradier och utsänder från dess fotosfär ca 4 gånger mera energi än solen vid en effektiv temperatur av ca 5 900 K.
Mätning av stjärnans egenrörelse över tid antyder förändringar på grund av en accelerationskomponent, vilket kan tyda på att den är en snäv dubbelstjärna. Hall et al. (2007) klassificerade den som en variabel stjärna med låg aktivitet.